# Pfarrkirche Dreistetten

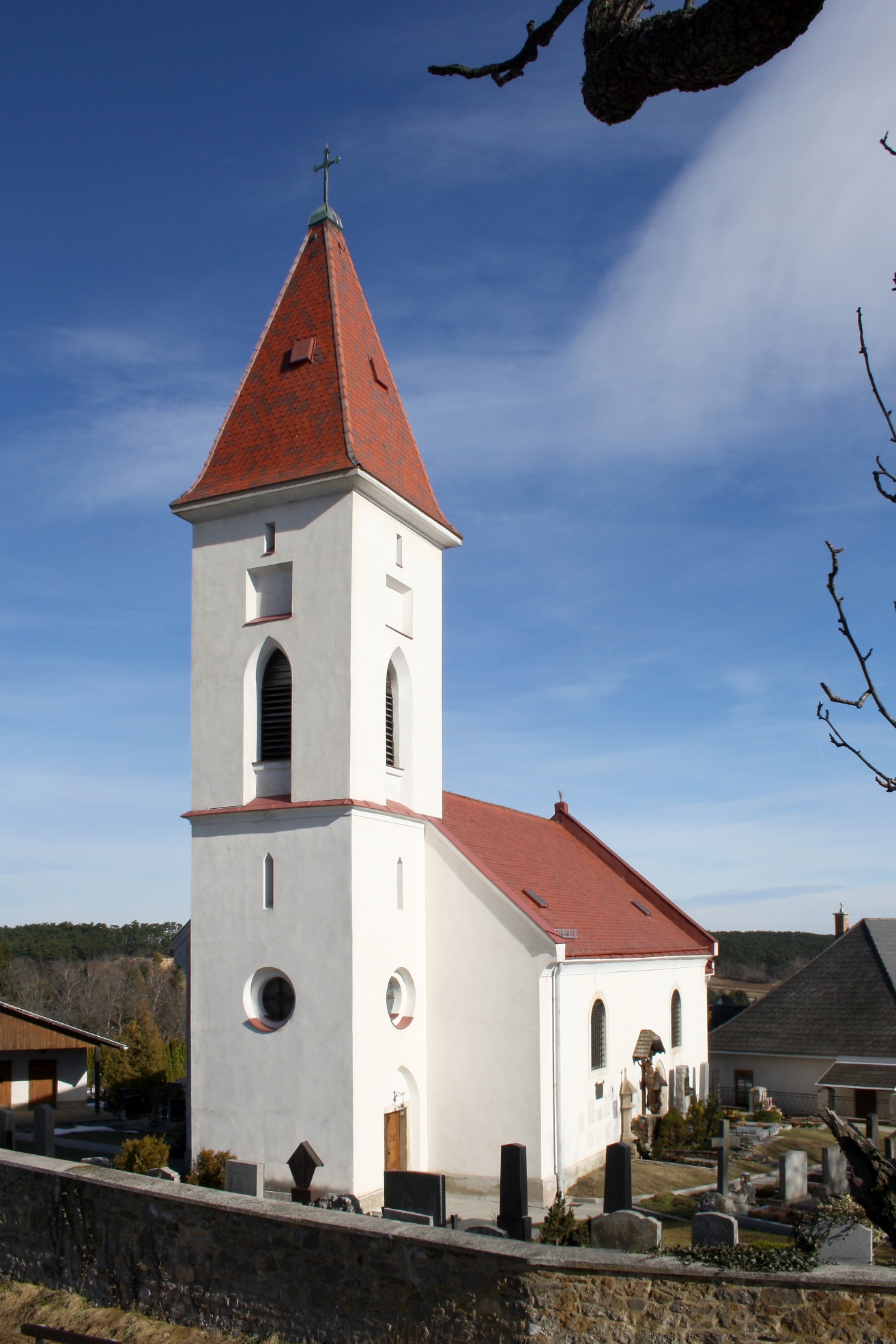
Katholische Pfarrkirche hl. Georg in Dreistetten

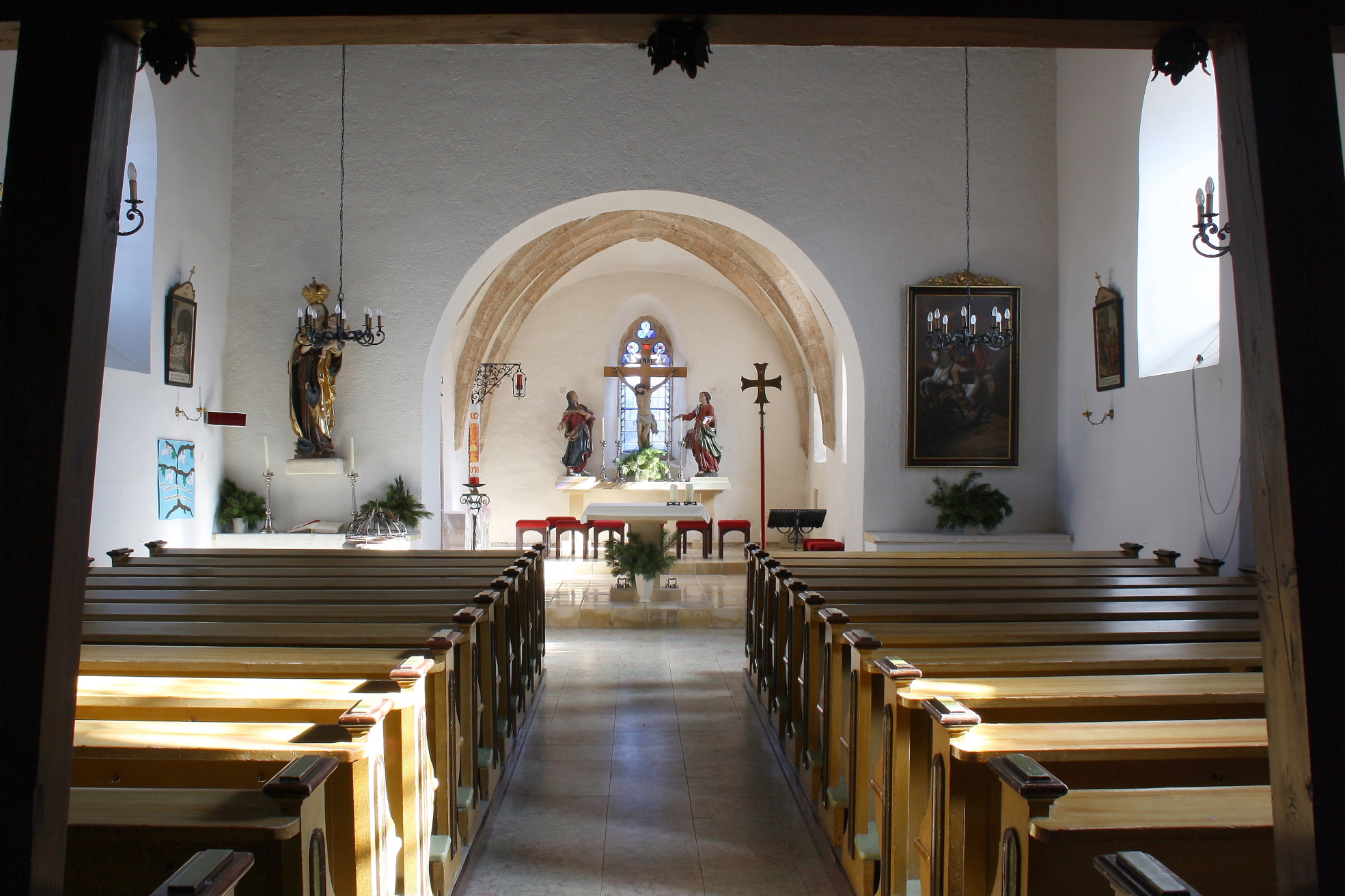
Langhaus, Blick zum Chor

Die Pfarrkirche Dreistetten steht erhöht am Westrand des Dorfes Dreistetten in der Marktgemeinde Markt Piesting im Bezirk Wiener Neustadt-Land in Niederösterreich. Die dem Patrozinium hl. Georg unterstellte römisch-katholische Pfarrkirche gehört zum Dekanat Piesting im Vikariat Unter dem Wienerwald der Erzdiözese Wien. Die Kirche steht unter Denkmalschutz (Listeneintrag).

## Geschichte
Eine Pfarre wurde um 1300 genannt.

## Architektur
Das im Kern gotische Chorquadrat aus dem ersten Drittel des 14. Jahrhunderts besteht aus Bruchsteinmauerwerk mit teils sekundär verwendeten romanischen Quadern. Der barocke Westturm wurde später mehrmals verändert.
Das schlichte Langhaus unter einem Satteldach hat barocke Rundbogenfenster mit Steckgittern und zeigt südlich ein abgemauertes gefastes gotisches Spitzbogenportal. Der stark eingezogene niedrigere Rechteckchor unter einem Satteldach hat im Osten zweibahnige Maßwerkfenster aus dem ersten Drittel des 14. Jahrhunderts, im Süden haben die Chorfenster einen genasten Spitzbogen. Der vorgestellte quadratische im Kern barocke Westturm wurde 1860 mit Architekt Schmiedmeister mit spitzbogigen Schallfenstern und einem hohen Pyramidenhelm umgebaut. Im Norden steht eine sekundär angebaute eingeschoßige Sakristei.
Das Langhaus mit einer erneuerten Holzbalkendecke hat eine hölzerne Orgelempore. Das Turmerdgeschoß ist kreuzgratgewölbt. Der rundbogige Triumphbogen wurde barock erweitert. Der niedrige zweijochige Chor hat ein kräftiges Kreuzrippengewölbe mit Kehlrippen und einen Rosettenschlussstein aus dem ersten Drittel des 14. Jahrhunderts. Das Sakristeiportal ist gotisch. Der Chor hat eine rechteckige Sakramentsnische mit Gitter und Lavabonische. Die mittelalterliche tonnengewölbte Sakristei hat nordseitig eine Ausgussnische.
Die Glasmalerei mit christlichen Symbolen ist aus dem 20. Jahrhundert.

## Ausstattung
Der steinerne Altartisch mit einer Kreuzigungsgruppe Christus am Kreuz flankiert von Maria und Johannes ist aus dem dritten Viertel des 18. Jahrhunderts. Der linke Seitenaltar trägt eine bemerkenswerte Holzstatue Gekrönte Madonna mit Apfel um 1500. Der rechte Seitenaltar zeigt das Altarbild hl. Georg, gemalt von J. Vogl 1851, restauriert von Mathias Schramböck.
Die Statue hl. Josef mit Jesuskind schuf J. Parschalk im dritten Viertel des 19. Jahrhunderts.
Der Taufstein ist aus dem 16./17. Jahrhundert. Die Kreuzwegbilder sind aus dem Ende des 19. Jahrhunderts.
Die Orgel baute Anton Škrabl 1996. Eine Glocke nennt Peter Hilzer 1907.